# 盖当公馆
盖当公馆（Hôtel de Gueydan）是法国普罗旺斯地区艾克斯的一座历史建筑，位于市中心的米拉波大道22号。

## 历史
1648年，律师马丁·埃格西耶购买了这块土地，建造了这栋宅邸。
几十年后的1681年，由一位富有的律师皮埃尔·德·盖当购得。 他的儿子加斯帕德·盖当（1688-1767）在这栋宅邸长大。
1941年8月9日，该建筑列为法国历史遗迹。